# Lyonetia clerkella
Lyonetia clerkella (tên tiếng Anh: Apple Leaf Miner) là một loài bướm đêm thuộc họ Lyonetiidae. Nó được tìm thấy ở khắp châu Âu, tây bắc Xibia, the Far East, miền bắc Châu Phi, Trung Đông, Thổ Nhĩ Kỳ, Ấn Độ và Nhật Bản.

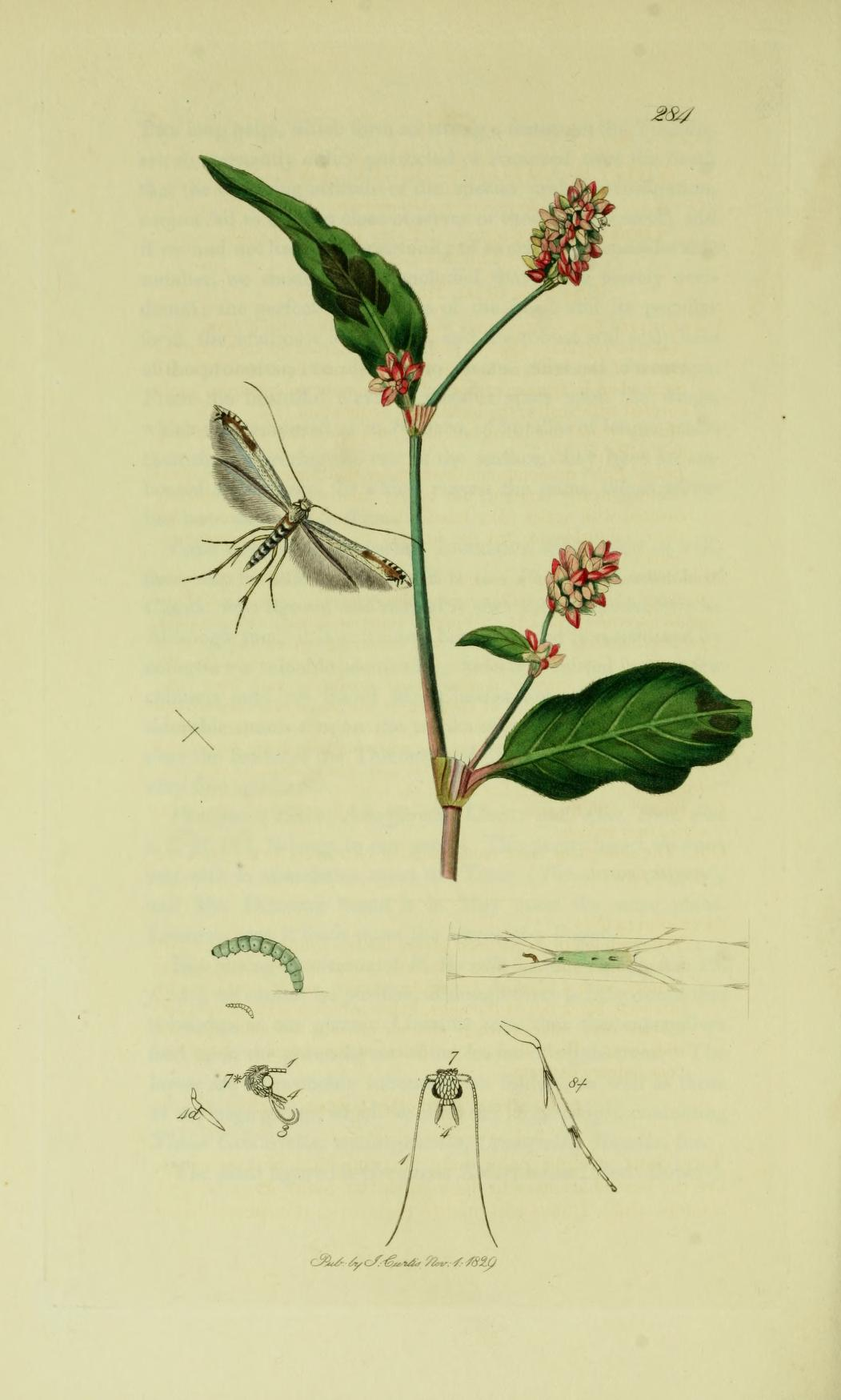
Minh họa từ John Curtis's British Entomology Volume 6

Sải cánh dài 7–9 mm. Con trưởng thành bay vào tháng 6, tháng 8 và từ tháng 10 đến tháng 4 in the Benelux. Có hai hay nhiều hơn thế hệ mỗi năm.
Ấu trùng ăn nhiều cây ăn quả, bao gồm Betulaceae và Rosaceae.

## Hình ảnh

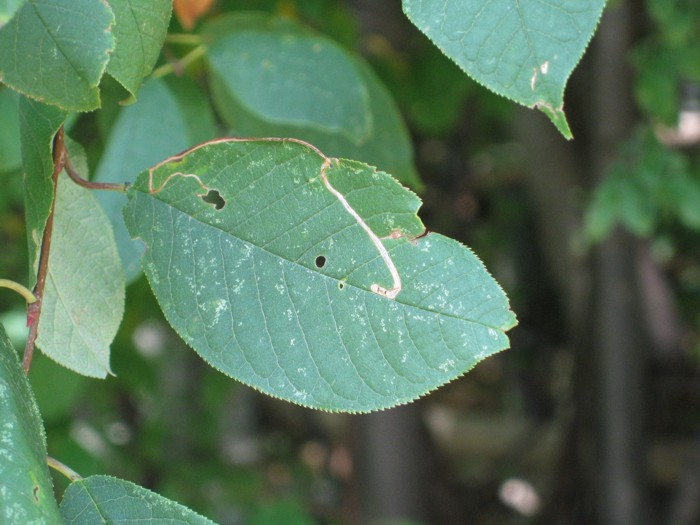
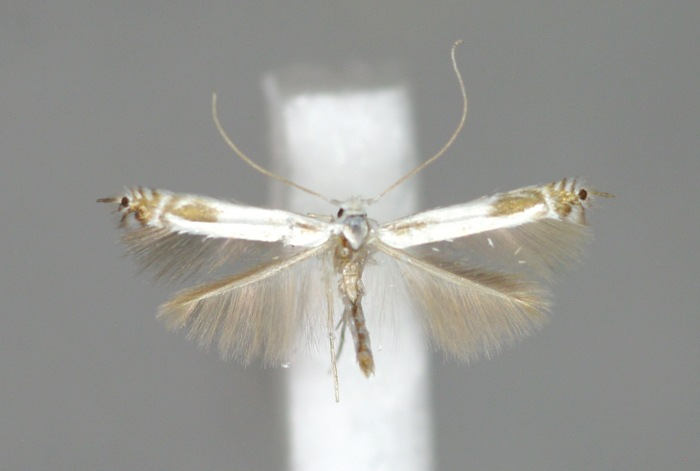
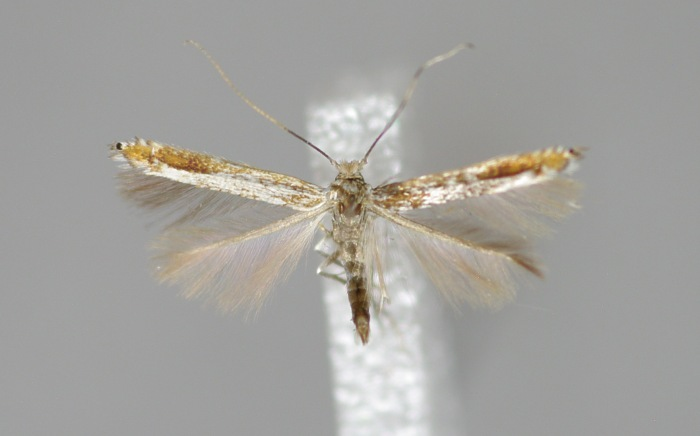
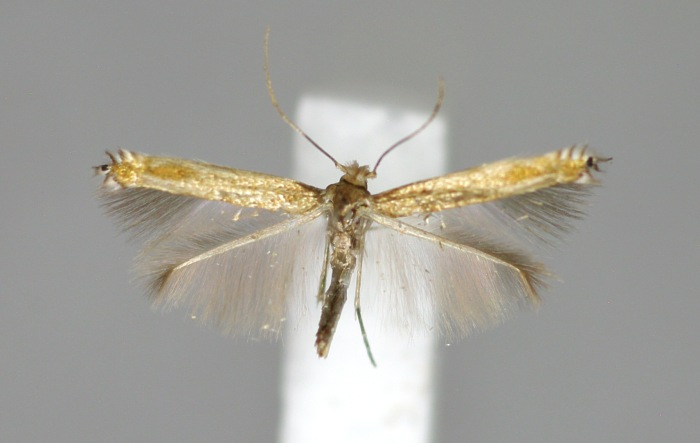